# 金属内肽酶
金属内肽酶（英语：Metalloendopeptidase，EC编号：EC3.4.24）是作为金属蛋白酶内肽酶起作用的酶，类型有甲拌磷寡肽酶等。